# Huáscar (Schiff, 1866)
Die Huáscar ist ein Panzerschiff, das 1865 in Großbritannien für Peru gebaut wurde und heute als Museumsschiff in chilenischem Besitz ist. Benannt wurde sie nach Huáscar (auf Quechua „Waskar“), dem Stiefbruder des Inkakönigs Atahualpa. Die Huáscar war im Salpeterkrieg bis zur Eroberung durch die chilenische Marine im Oktober 1879 das größte Kriegsschiff der peruanischen Marine.
Die Huáscar wird häufig als Monitor bezeichnet, weil sie wie die Monitor nur einen Drehturm hat. Sie gilt als das zweitälteste bis heute erhaltene Panzerschiff (nach der 1861 in Dienst gestellten Warrior) und das älteste erhaltene Turmschiff der Welt.

## Technische Auslegung, Panzerung und Bewaffnung
Die Verdrängung der Huáscar beträgt 1.745 Tonnen. Die Maschine besaß eine Leistung von 1.500 PS und die Höchstgeschwindigkeit betrug 12,3 Knoten. Die autonome Reichweite betrug siebeneinhalb Tage bei Vollkraftbetrieb, zehn Tage bei einer Geschwindigkeit von 10 Knoten und 15 Tage bei fünf Knoten, bei einer Bunkerkapazität von 300 Tonnen Kohle.
Der Schornstein war höhenverstellbar als Teleskopschornstein konstruiert und konnte je nachdem, ob Segel gesetzt waren oder nicht, ein- oder ausgefahren werden.
Der doppelwandige Eisenrumpf mit der Werftbaunummer 321 besaß fünf wasserdichte Abteilungen, die durch vier Eisenschotte mit einer Stärke von je 5/8 Zoll (ca. 16 mm) getrennt werden konnten. Die seitliche Eisenpanzerung des Rumpfes (Gürtelpanzer) reicht bei maximaler Verdrängung etwas über einen Meter unter die Wasserlinie und ist im Mittschiffsbereich viereinhalb Zoll dick, zum Bug und zum Heck hin jeweils bis auf zweieinhalb Zoll abnehmend. Der Bug ist zusätzlich verstärkt und mit einem Rammsporn versehen. Die Panzerung des Drehturms ist fünfeinhalb Zoll (140 mm) stark; der Außendurchmesser des Turms beträgt 7 m. Der Gefechtskommandostand über Deck wird durch 2 Zoll (ca. 50 mm) dicke Eisenplatten mit Sehschlitzen geschützt.
Der unterhalb der Wasserlinie schneidenförmig vorgewölbte Rammbug konnte ähnlich einer Messerklinge bis zu einen Meter tief in den ungepanzerten unteren Teil des gegnerischen Rumpfes eindringen.
Die Bewaffnung bestand aus zwei 10-Zoll-Armstrong-Kanonen (254 mm) im Turm, zwei 40-Pfünder-Armstrong-Kanonen (120 mm) auf Drehachsen an den Seiten des Schiffes und einer 12-Pfünder-Kanone am Heck sowie einem Gatling-Repetiergeschütz (Kaliber .44), das für gewöhnlich auf der Beobachtungsplattform am Großmast montiert war.
Die beiden Hauptgeschütze waren in den um 360° drehbaren Panzerturm eingebaut und als Vorderlader ausgelegt, um das Laden der Geschütze zu erleichtern und die Rauchentwicklung im Inneren des Turms zu verhindern. Die Geschosse wurden mit Kettenzügen aus den Munitionskammern hochgezogen und in die zum Laden unter das Schiffsdeck abgesenkten Mündungen geschoben. Die Schussfrequenz betrug etwa fünf Minuten; die Reichweite 2.200 Yard (gut 2 km). Die Drehung des Turms wurde anfänglich mit Menschenkraft durch ein unter Deck angebrachtes manuelles Drehkreuz bewerkstelligt, das von 16 Mann zu bedienen war. Eine Drehung um 180° dauerte mehr als 15 Minuten, so dass es im Gefecht in aller Regel schneller ging, das Schiff selbst in Schussrichtung zu drehen. Das Drehkreuz wurde in den 1880er Jahren durch einen Maschinenantrieb ersetzt, ist aber heute wieder in der Originalbauweise zu sehen. Die Mannschaftsstärke der Huáscar betrug rund 200 Mann.

## Geschichte

### Bau und Überführung nach Peru
Am 12. August 1864 bestellte Kapitän zur See José María Salcedo (1809–1879), ein aus Chile stammender Seeoffizier, der seit seiner Jugend in der peruanischen Marine diente und im Auftrag der peruanischen Regierung handelte, bei der Werft Laird & Brothers in Birkenhead (Großbritannien) ein Panzerschiff für den Seekrieg gegen Spanien. Der Preis belief sich auf 71.000 Pfund (ohne Geschütze). Die Maschinen- und Kesselanlagen stammten von der Firma Penn & Sons, während die Geschützbewaffnung von Armstrong & Co. geliefert wurde.
Konstrukteur des Schiffes war Cowper Phipps Coles, ein Kapitän der britischen Marine, der als einer der Erfinder des gepanzerten Drehturms gilt und dessen Entwürfe auf den Erfahrungen beruhten, die er im Krimkrieg bei der Belagerung von Sewastopol gesammelt hatte. Die wenige Jahre später nach einem sehr ähnlichen Bauplan wie die Huáscar, aber auf Druck der britischen Admiralität zweitürmig gebaute Captain sank aufgrund des Übergewichts der Türme und des niedrigen Freibords auf der Jungfernfahrt im September 1870 im Sturm vor Kap Finisterre. Dabei kamen fast 500 Menschen ums Leben, darunter der Erbauer.
Der Stapellauf der Huáscar fand am 7. Oktober 1865 statt, die Auslieferung erfolgte im Dezember 1865. Am 17. Januar 1866 lief das Schiff unter dem Kommando Salcedos in Begleitung des britischen Dampfers Thames unter peruanischer Flagge von Birkenhead nach Südamerika aus. Die ereignisreiche Reise führte zunächst nach Brest (20. Januar bis 25. Februar), wo sich die ebenfalls in England gebaute gepanzerte Fregatte Independencia unter dem Kommando von Aurelio García y García (1836–1888) der Gruppe anschloss, über Madeira, Rio de Janeiro (1. April), die Magellanstraße (24. Mai) und die chilenischen Häfen Punta Arenas (29. Mai), Ancud und Valparaíso (11. Juni). Die Huáscar war mit einer gemischten Mannschaft aus englischen, peruanischen und chilenischen Seeleuten bemannt. Auf der Jungfernreise kam es zu schweren Streitigkeiten zwischen Salcedo und seinen Offizieren sowie zwischen den Kommandanten der beiden peruanischen Schiffe und zu zahlreichen Zwischenfällen, darunter ein Zusammenstoß auf dem Atlantik mit der Independencia, zwei Meutereien mit Schießereien an Bord in Frankreich und Brasilien, massive Desertionen der Mannschaft in den angelaufenen Häfen, mehrere schwere Stürme und verschiedene Kampfhandlungen, bei denen spanische Frachtschiffe aufgebracht und teilweise versenkt wurden. Zeitweise wurden die Schiffe von US-amerikanischen Kriegsschiffen eskortiert. Bei der Ankunft in südpazifischen Gewässern waren die Kriegshandlungen gegen Spanien allerdings schon beendet. In Punta Arenas traf der Konvoi auf das preußische Kriegsschiff Vineta, von dem die Huáscar Kohle bunkerte. In Valparaíso verblieb das Schiff nach Ablösung Salcedos unter dem Kommando unterschiedlicher peruanischer und US-amerikanischer Schiffsoffiziere im Dock, bis es nach Ausbruch des peruanischen Bürgerkriegs im Januar 1868 nach Peru beordert wurde und am 2. Februar 1868 im Hafen von Callao eintraf.

### Die Meuterei auf derHuáscar

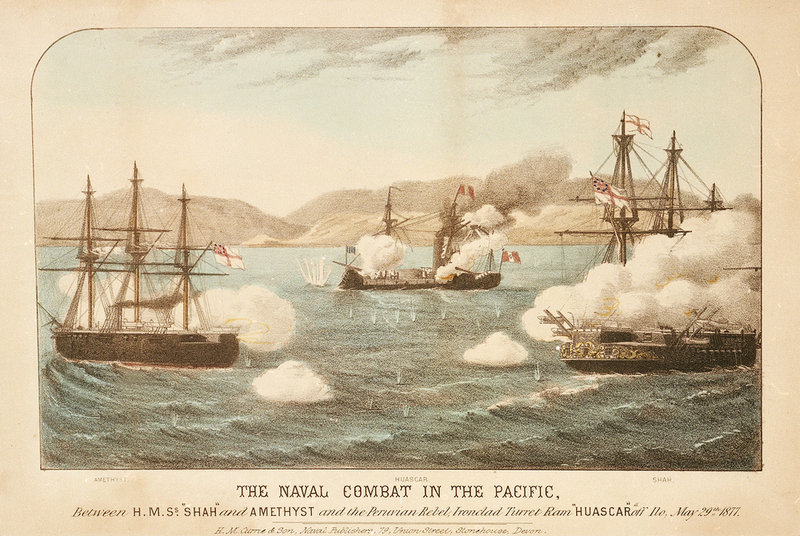
Zeitgenössische Darstellung des Seegefechts von Pacocha zwischen der Huáscar und Schiffen der britischen Pazifikflotte (1877), das einzige direkte Duell zwischen traditionellen hölzernen Kriegsschiffen und einem volleisernen Panzerschiff der Seekriegsgeschichte.

Nach einem erfolglosen Putschversuch des peruanischen Politikers und späteren Präsidenten (1879–1881) Nicolás de Piérola wurde die Huáscar am 6. Mai 1877 von einer Gruppe Putschisten unter der Führung des Korvettenkapitäns Manuel María Carrasco gekapert und kreuzte fast einen Monat lang als Meuterschiff vor der peruanischen Küste. Piérola selbst wurde Mitte Mai mit einer Anzahl Anhänger ebenfalls an Bord genommen. Am 28. Mai 1877 wurde das Rebellenschiff von der peruanischen Flotte, an der Spitze die gepanzerte Fregatte Independencia unter dem Kommando von Kapitän zur See Juan Guillermo More Ruiz, bei Kap Pichalo gestellt, konnte aber entkommen. Am 29. Mai stoppte der damalige Kommandeur der britischen Pazifikflotte, Konteradmiral Algernon Frederick Rous Horsey, das Schiff mit einem Schuss vor den Bug und forderte den Kapitän zur Übergabe auf. Das anschließende Seegefecht in der Pacocha-Bucht bei Pisagua, bei dem der Huáscar die Schraubenkorvette HMS Amethyst, Horseys Flaggschiff, und die Fregatte HMS Shah gegenüberstanden, war das erste und einzige kriegerische Zusammentreffen zwischen hölzernen britischen Kriegsschiffen traditioneller Bauart und einem volleisernen Panzerschiff. Dabei setzten die Briten zum ersten Mal in der Seekriegsgeschichte einen Whitehead-Torpedo ein, der sein Ziel aber verfehlte. Die Huáscar konnte wiederum fast unbeschädigt entkommen, was großes Aufsehen in der internationalen Presse erregte und allgemein als Blamage der Royal Navy kolportiert wurde. Die britischen Maschinisten der Huáscar, die sich als Gefangene auf dem Panzerschiff befanden, weil sie sich der Meuterei nicht anschließen wollten (weshalb das Schiff großteils nur gesegelt und nicht mit Maschinenkraft fortbewegt werden konnte), wurden nun aber von Bord gelassen. Zwei Tage später ergab sich die meuternde Besatzung nach einem vergeblichen Versuch, die restliche Flotte zur Beteiligung an dem Aufstand zu bewegen, in Iquique den peruanischen Behörden.

### DieHuáscarunter peruanischer Flagge im Salpeterkrieg

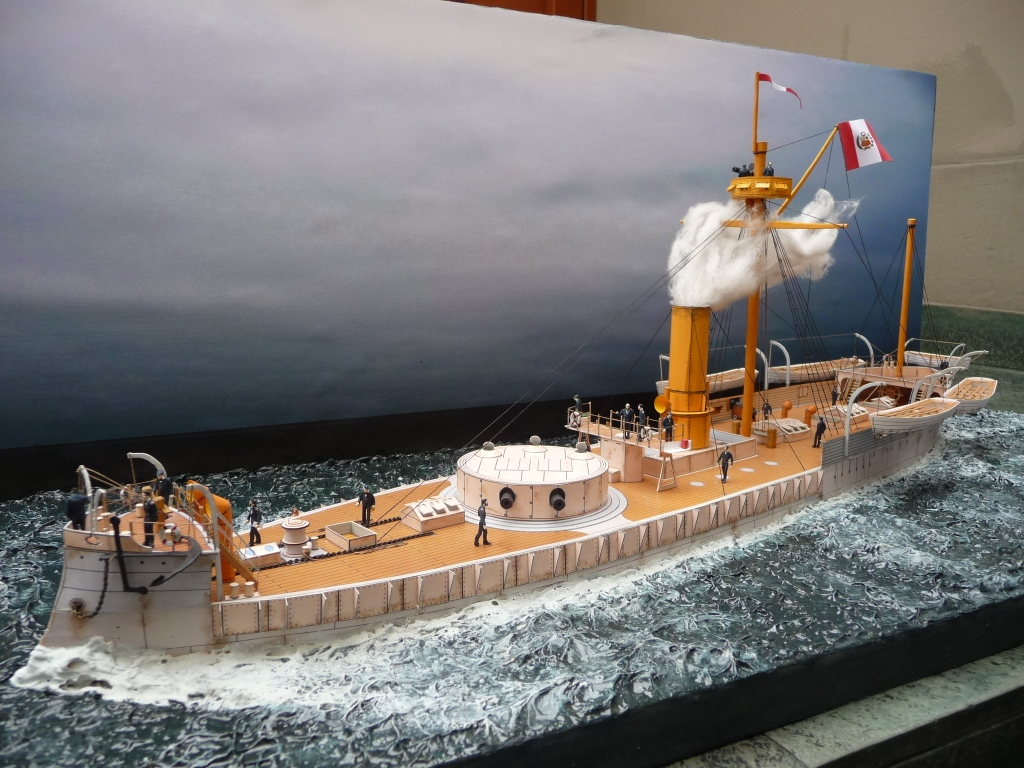
Blick aus der Seevogelperspektive auf ein anschauliches Modell der Huáscar unter peruanischer Flagge. Der Vormast ist zur Freimachung des Schussfelds abgebaut (eine von Admiral Grau im Vorfeld der Kampagne vom Winter 1879 zusammen mit anderen Anpassungen zur Verbesserung der Kampftauglichkeit angeordnete Maßnahme).
Anders als im Modell dargestellt und obwohl der Turm um 360° drehbar war, feuerte Grau stets nur nach Steuerbord, weil das Schiff mit nach Backbord geschwenktem Turm aufgrund eines Konstruktionsfehlers an Stabilität verlor.

Kurz nach dem Ausbruch des Salpeterkrieges gegen Chile nahm die Huáscar am 21. Mai 1879 unter dem Kommando des peruanischen Admirals Miguel Grau Seminario an den Seegefechten von Iquique und Punta Gruesa teil. Hierbei rammte und versenkte sie die chilenische Korvette Esmeralda unter Fregattenkapitän Arturo Prat, der selbst bei einem missglückten Enterversuch an Deck der Huáscar fiel. Die Chilenen mussten daraufhin die Seeblockade des damals noch peruanischen Hafens Iquique beenden und sich mit ihren Schiffen nach Valparaíso zurückziehen. In der Folgezeit konnte die Huáscar der chilenischen Flotte immer wieder entkommen und störte mehr als viereinhalb Monate lang sehr effektiv die chilenischen Versorgungslinien. Der Beschuss zahlreicher chilenischer Häfen und besonders die Erbeutung des Transportschiffes Rímac am 23. Juli 1879, das mit 300 Soldaten, Pferden, Munition und militärischer Ausrüstung nach Antofagasta unterwegs war, sorgten in der Öffentlichkeit für große Erregung und führten zum Rücktritt des Oberkommandierenden der chilenischen Kriegsflotte, Konteradmiral Juan Williams Rebolledo.
Durch die Aktionen der Huáscar sahen sich die Chilenen im Fortgang ihrer Landoperationen so sehr gestört, dass sie die Invasion Perus immer wieder aufschieben mussten und alles daransetzten, das feindliche Flaggschiff auszuschalten. Schließlich wurde die Huáscar von sechs Kriegsschiffen unter dem Befehl des neuen chilenischen Flottenkommandeurs, Kapitän zur See Galvarino Riveros Cárdenas, am 8. Oktober 1879 gestellt und im Seegefecht von Angamos, bei dem auch Admiral Grau fiel, von den Chilenen manövrierunfähig geschossen und anschließend geentert und erbeutet. Nachdem unmittelbar vor der Enterung fast alle peruanischen Offiziere gefallen waren, übernahm der Signaloffizier, Oberleutnant zur See Pedro Gárezon Thomas, als Letzter das Kommando und gab dem leitenden Bordingenieur Samuel Mc Mahon den Befehl, die Schotten zu öffnen, um die Huáscar auf Grund zu setzen. Da die Versenkung aufgrund von technischen Problemen, die auf Beschädigungen durch den Beschuss zurückzuführen waren, nicht glückte, fiel das Schiff jedoch in Feindeshand und die überlebende Mannschaft geriet in Gefangenschaft. Die Huáscar wurde schwer beschädigt nach Valparaíso geschleppt.

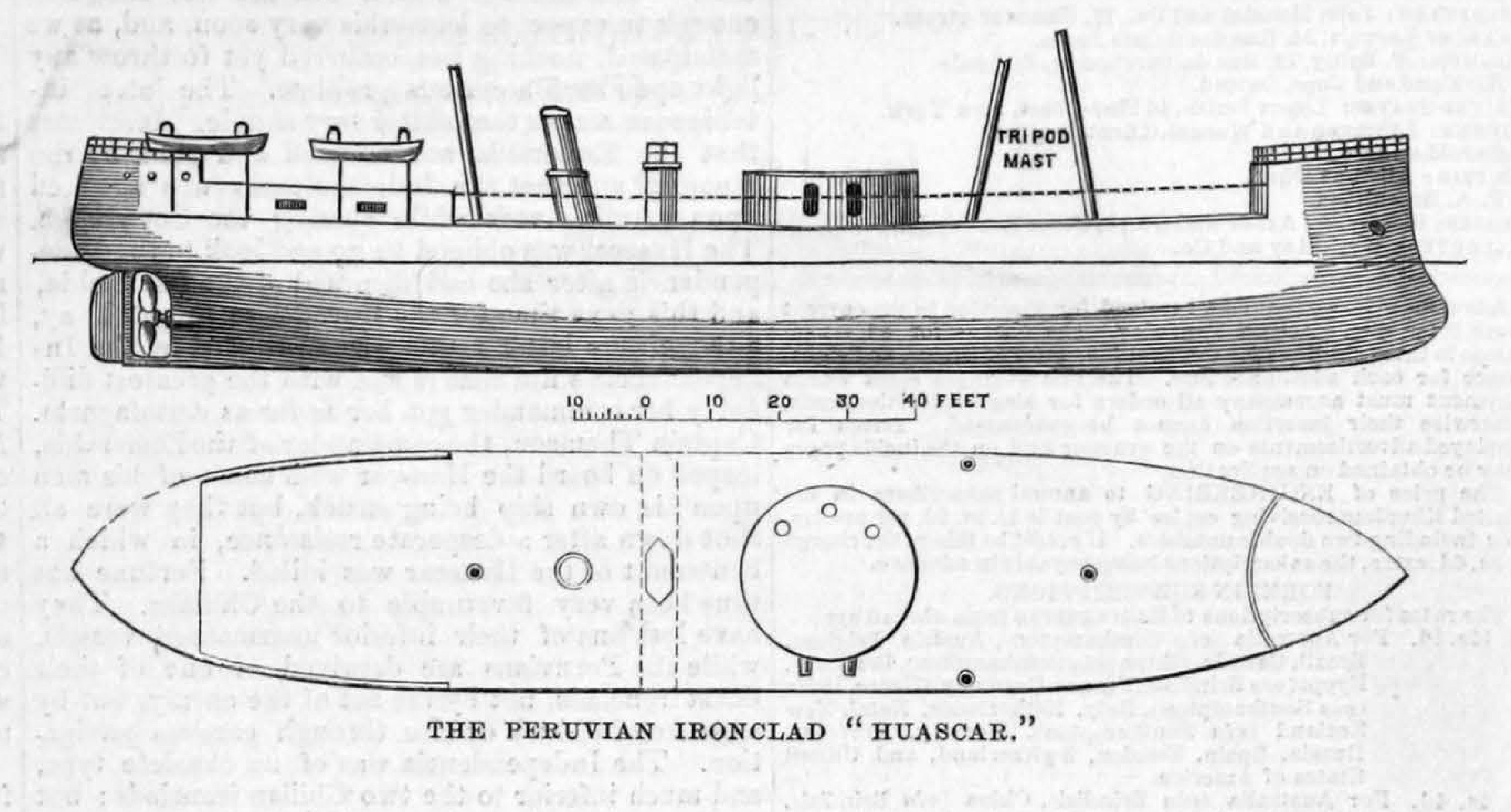
Planzeichnung 1865
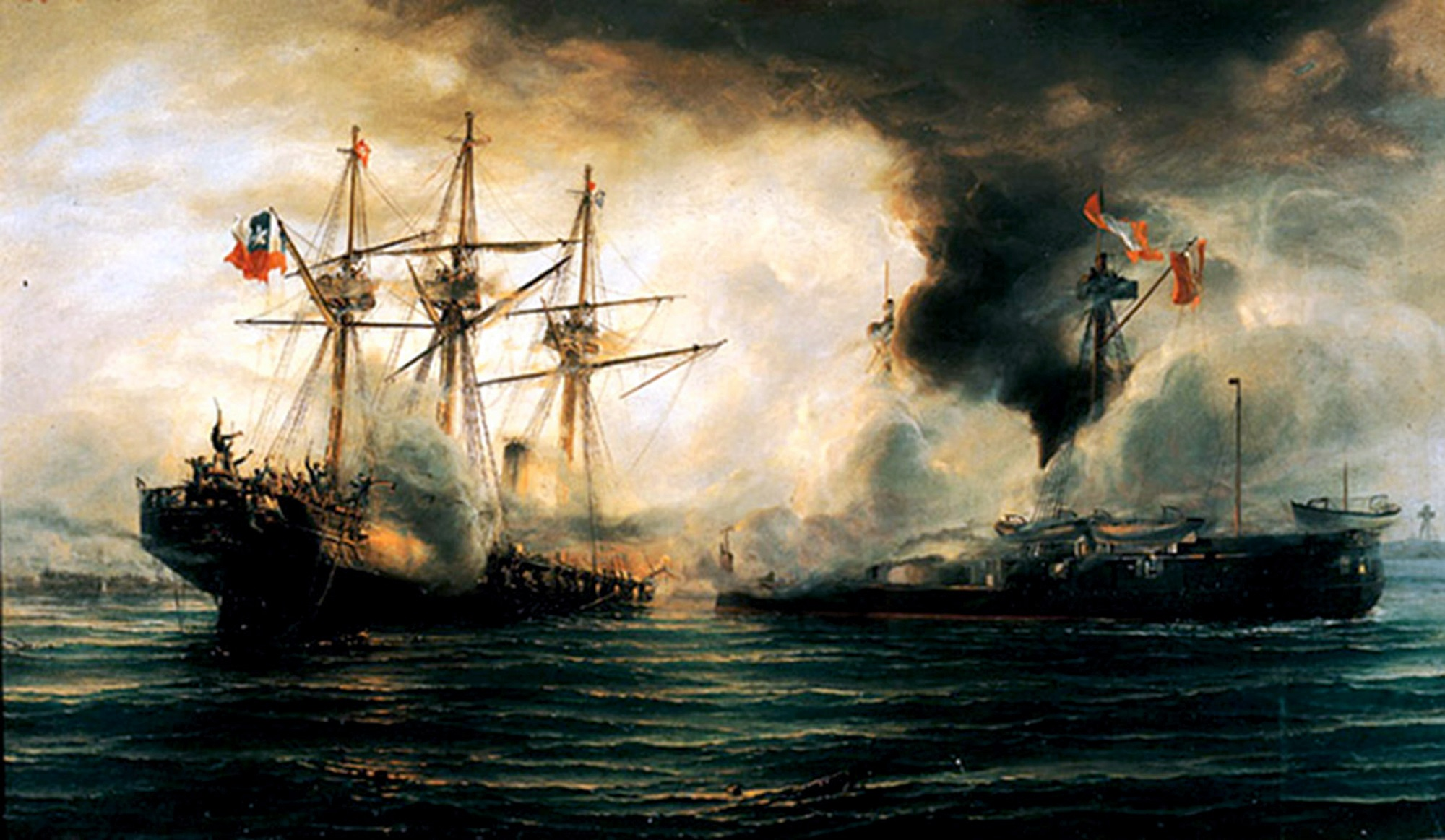
Seegefecht vor Iquique am 21. Mai 1879
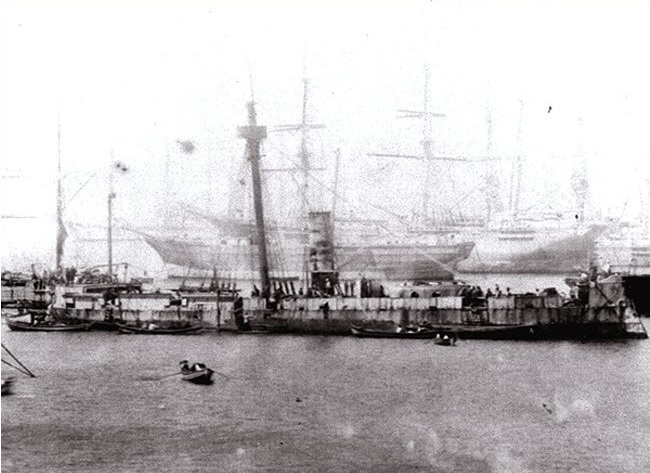
Schwer beschädigt im Hafen von Valparaíso nach der Erbeutung durch die Chilenen
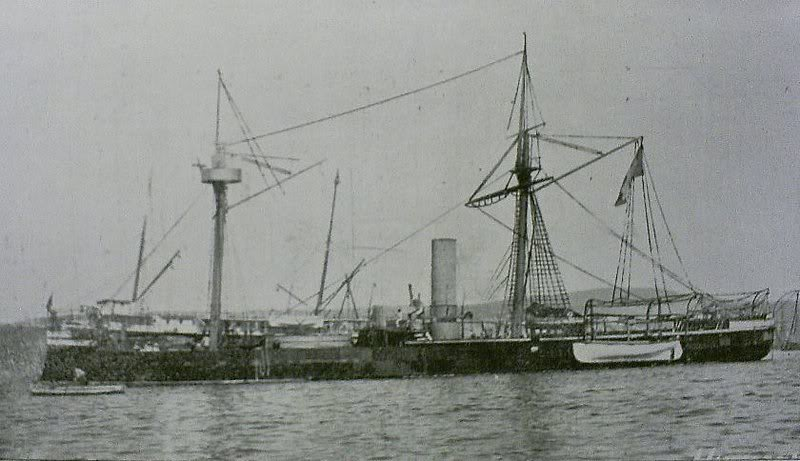
Aufnahme von 1903, einige Jahre nach Außerdienststellung
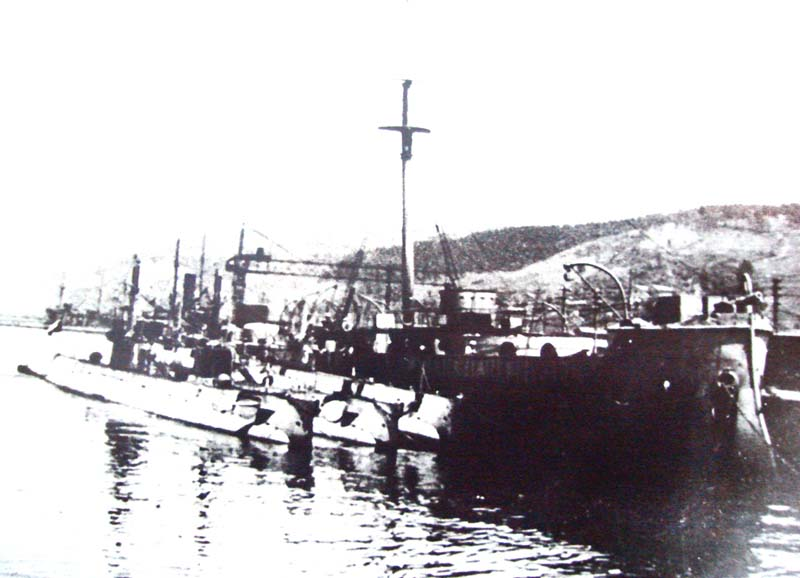
1918 als Unterseeboot-Mutterschiff in Valparaíso
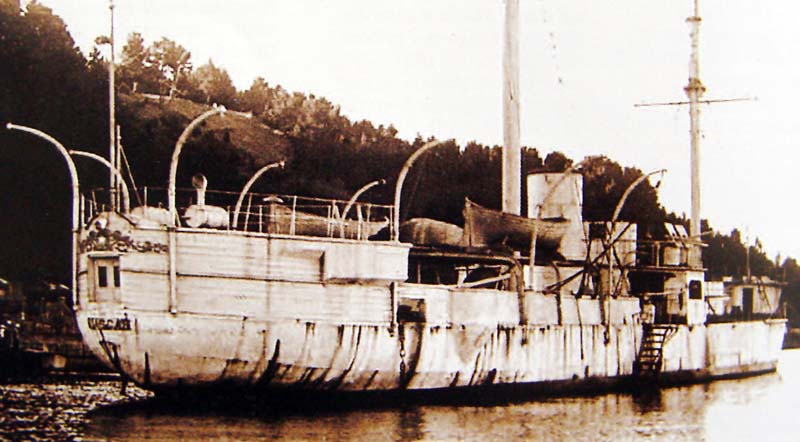
Aufnahme vor der Restaurierung (um 1924 in Talcahuano)

### DieHuáscarunter chilenischer Flagge

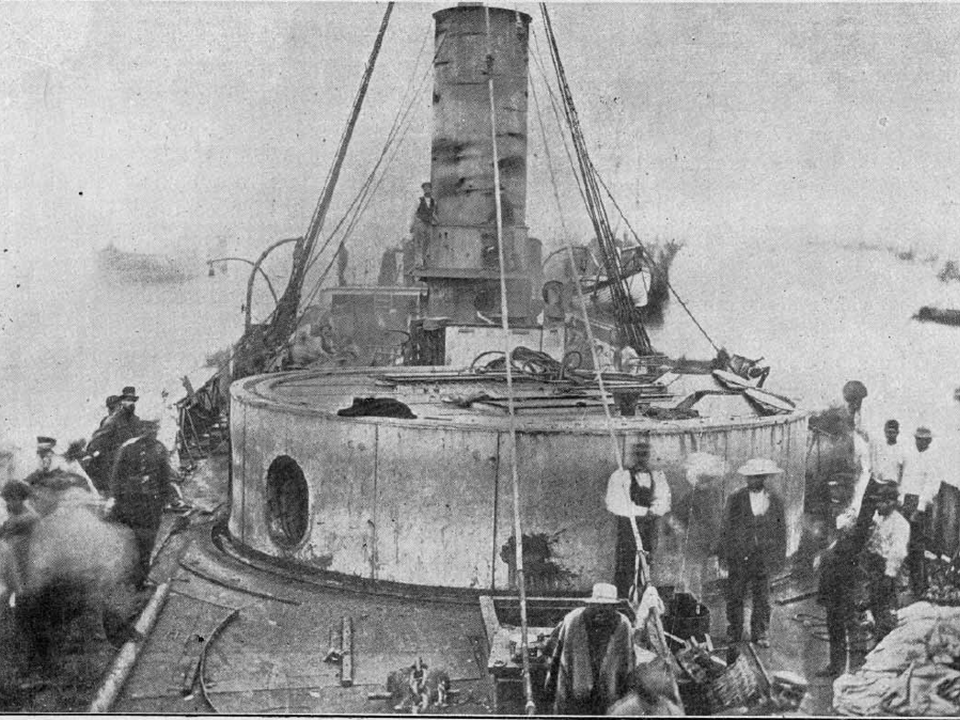
Der zerstörte Turm der Huáscar nach der Erbeutung durch die Chilenen

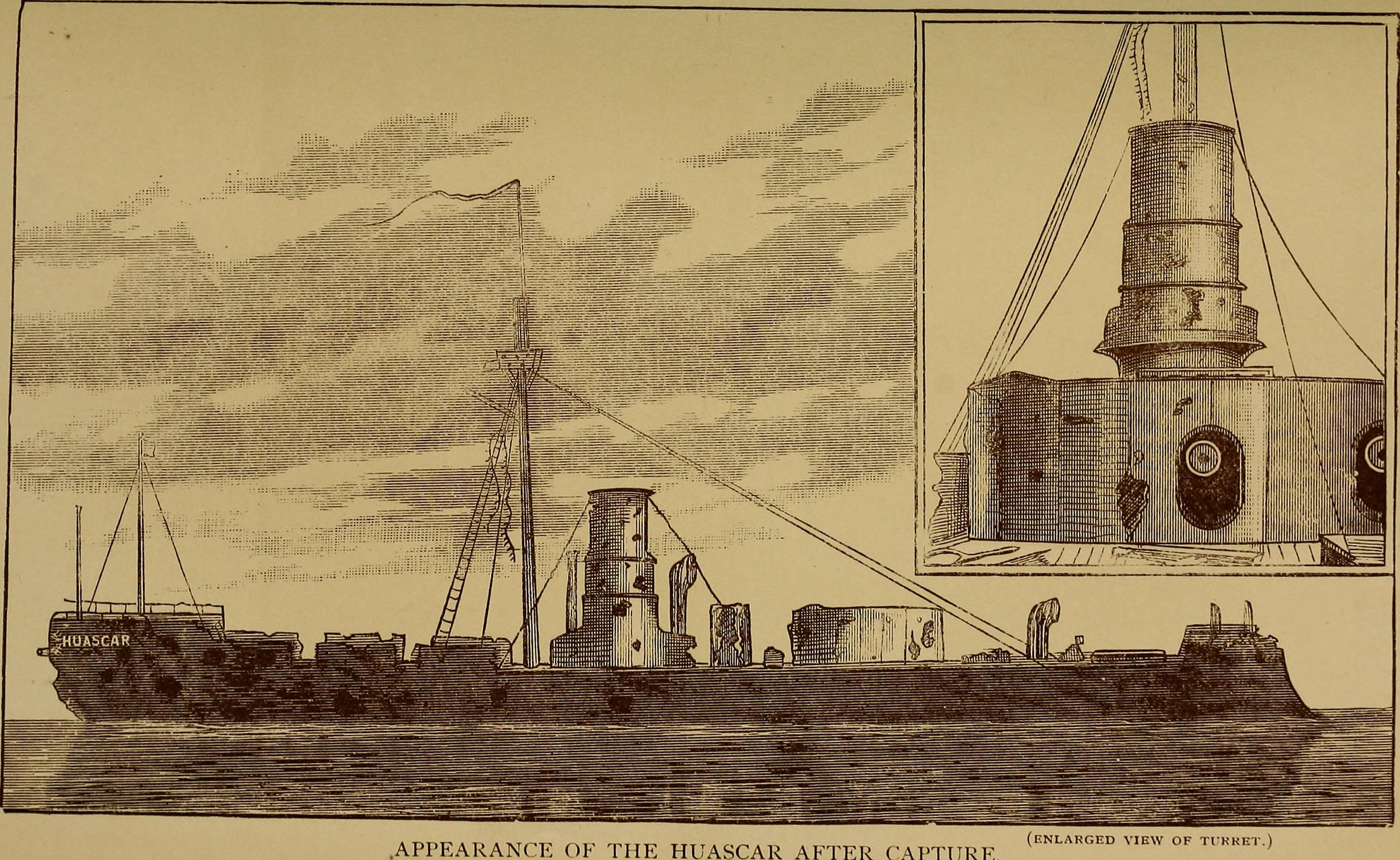
Die schwer beschädigte Huáscar 1879 in Valparaíso (Pressezeichnung)

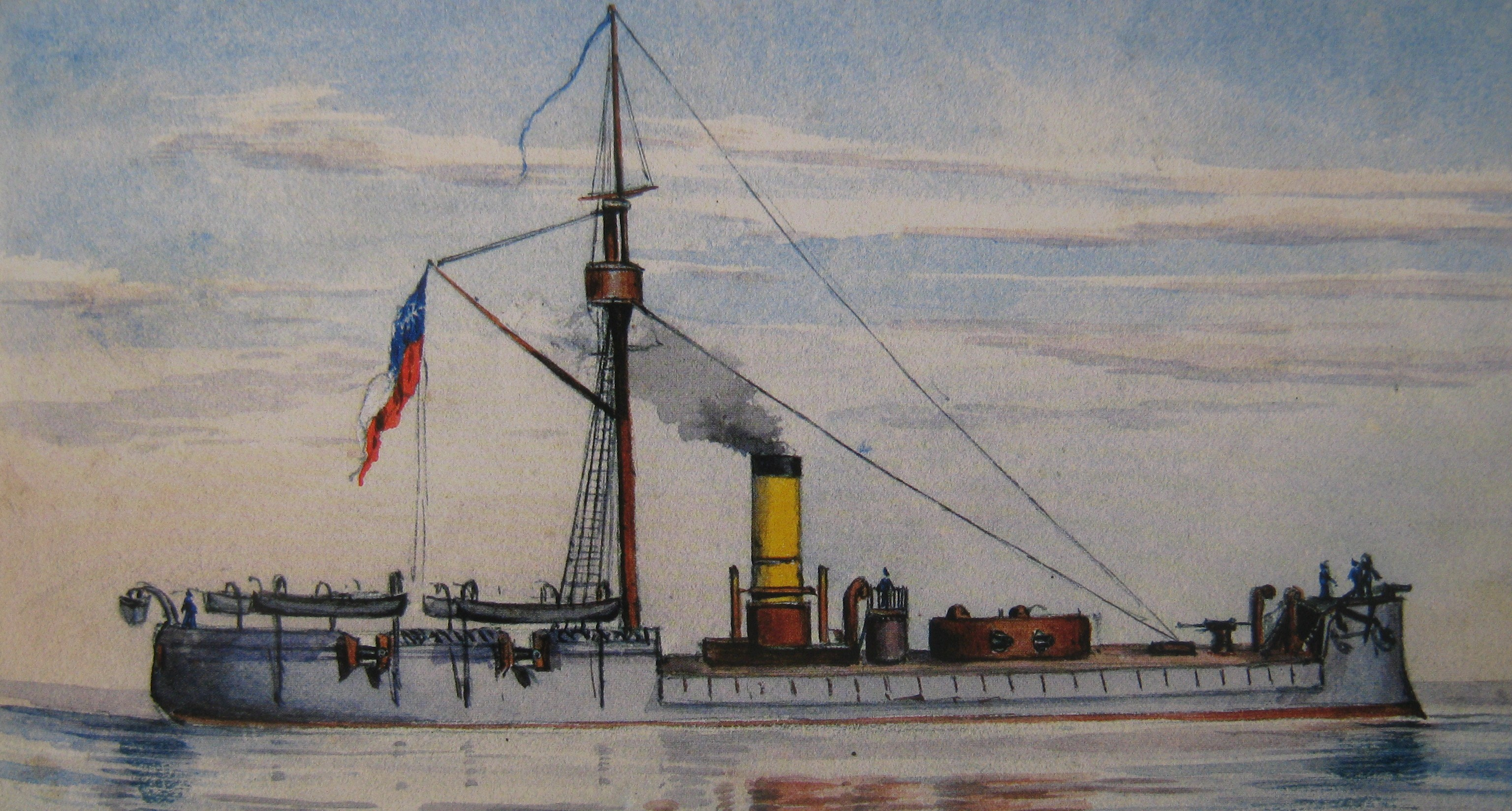
Die Huáscar in ihrer aktiven Zeit als chilenisches Kriegsschiff (vor 1885), Aquarell des britischen Marinemalers Leutnant zur See Rudolph Edward March Phillipps de Lisle (1853–1885)

Nach ihrer Eroberung und der Reparatur im Hafen von Valparaíso wurde die Huáscar im weiteren Verlauf des Krieges von den Chilenen gegen Peru eingesetzt und nahm an verschiedenen Operationen teil. Sie fuhr zunächst unter dem Kommando des schwedischstämmigen Kapitäns Manuel Thomson, der die Blockade des Hafens von Arica leitete und am 27. Februar 1880 im Artilleriegefecht mit der Manco Cápac vor den Befestigungen von Arica fiel. Anschließend wurde das Schiff von dem chilenischen Konteradmiral Carlos Condell de la Haza kommandiert.
Mit Arturo Prat, Admiral Grau und Thomson sind im Verlauf des Salpeterkrieges somit insgesamt drei führende Kommandeure an Bord der Huáscar gefallen.
1885 wurde das Schiff modernisiert und mit vier neuen Kesseln und einem neuen Schiffspropeller ausgestattet; außerdem wurde ein dampfgetriebener Apparat zur Bewegung des Geschützturms eingebaut, die Rauchkammer erneuert sowie ein etwas höherer Schornstein montiert.
Im chilenischen Bürgerkrieg von 1891 nahm die Huáscar mit der übrigen chilenischen Flotte, die sich am 7. Januar unter dem Marinekapitän Jorge Montt Álvarez auf der Seite des Kongresses gegen den Präsidenten José Manuel Balmaceda erhoben hatte, an den Operationen gegen die regierungstreuen Truppen teil. Am 23. Januar wirkte das Kriegsschiff an der Besetzung von Taltal im Norden Chiles durch die Kongresstruppen mit und verhinderte am 12. Februar die Ausschiffung von Präsidialtruppen im Bergwerkshafen in der Bucht von Patillos nahe Iquique. Danach wurde sie für den Küstenschutz und als Begleitschiff für Truppentransporte eingesetzt.
Die Huáscar blieb anschließend noch einige Jahre für die chilenische Kriegsmarine im Einsatz. Kurz nach einer erneuten Überholung im Jahr 1896 kam es 1897 zu einer Kesselexplosion vor Viña del Mar, bei der 14 Besatzungsmitglieder starben. Seitdem lag das Schiff auf der Marinebasis von Valparaíso vor Anker und wurde im Zuge einer ohnehin geplanten Flottenmodernisierung 1901 außer Dienst gestellt. Im Jahr 1905 verwarf die Marineführung Überlegungen, die Huáscar zu einem modernen Kanonenboot umzurüsten (dazu hätte der Drehturm mit dem Coles-Geschütz entfernt werden müssen).
1915 wurde in dem als historische Trophäe bedeutenden Schiff erstmals ein Museum eingerichtet. 1917 wurde die Huáscar dann jedoch zum Mutterschiff von sechs in den USA gebauten U-Booten der Baureihe Holland 602 (H-Klasse) bestimmt, die Chile im Jahr 1915 vom Vereinigten Königreich als Entschädigung für die Beschlagnahme seiner in England bestellten Kriegsschiffe zu Beginn des Ersten Weltkrieges überlassen worden waren. Chile konnte diese Boote noch kurz nach dem Kriegseintritt der Vereinigten Staaten im Juli 1917 in Boston eilig in Besitz nehmen und im Frühjahr 1918 nach Chile überführen. Die Huáscar wurde für einige Jahre zum Wohnquartier der U-Boot-Besatzungen in Valparaíso, während das Museum in das Gebäude der benachbarten chilenischen Marineschule verlegt wurde.

### Erinnerungs- und Museumsschiff
Nach der Verlegung der U-Boote 1924 wurde eine Restaurierung der Huáscar als Traditionsschiff aufgrund ihrer historischen Bedeutung ins Auge gefasst und im Oktober desselben Jahres erstmals eine landesweite Spendensammlung zu diesem Zweck durchgeführt. Seit 1932 liegt das Schiff im Marinestützpunkt von Talcahuano vor Anker. 1934 wurde der Monitor mit vier Salutkanonen bestückt und wird seitdem als öffentlich sichtbares Nationaldenkmal gepflegt.
Erst in den Jahren 1951 und 1952 folgte eine historische Restaurierung, wobei der Zustand des Schiffes von 1878 weitgehend wiederhergestellt und auch die historische Kajüteneinrichtung entmottet und wieder eingebaut wurde. Auf dem früheren Maschinendeck entstand eine Bildergalerie und ein Gebetsraum zur Erinnerung an die Seeoffiziere und Matrosen beider Nationen, die auf dem Schiff gedient und den Tod gefunden hatten. Am Jahrestag des Seegefechts von Angamos am 8. Oktober 1952 erfolgte die Einweihung des neuen Museumsschiffes, das nach dem Willen des Initiators der historischen Wiederherstellung, des damaligen Kommandeurs der chilenischen Marinebasis in Talcahuano Konteradmiral Pedro Espina Ritchie, fortan nicht mehr allein als Kriegstrophäe, sondern als Gedenkort angesehen werden sollte.
Auf Initiative des Konteradmirals Carlos Chubretovich und unter Leitung des späteren Vizeadmirals Gerald L. Wood McEwan, damals Direktor der Marine-Reparaturwerft Talcahuano, wurden 1971 und 1972 noch einmal umfangreiche Restaurierungs- und Reparaturarbeiten an dem Schiff durchgeführt. Dabei wurde der gesamte Rumpf im Trockendock ausgebessert und erneuert und der Coles-Turm komplett restauriert. Außerdem wurde die Maschinenanlage unter Zuhilfenahme von Originalplänen des Herstellers bis auf die inzwischen verschrotteten Kessel wieder vollständig eingebaut und restauriert, um den Besuchern einen genaueren Eindruck vom Originalzustand des Kriegsschiffes zu vermitteln.
Auch der 1885 erneuerte Antriebspropeller wurde durch das noch vorhandene Original ersetzt (der neuere Propeller ist seitdem vor dem Liegeplatz ausgestellt). Neben einer jährlichen Wartung am Liegeplatz erfolgt alle vier Jahre eine größere Überholung in den knapp 2 km entfernten Docks der Marinewerft ASMAR. 2017 wurden das Mobiliar und die Beleuchtung restauriert; 2021/22 das Deck erneuert und das Museum modernisiert und umgestaltet. Die Huáscar gehört zu den frühesten voll eisengepanzerten Kriegsschiffen (Ironclads) überhaupt und kann als eines von weltweit zwei erhaltenen Schiffen dieses Typs vom breiten Publikum besichtigt werden.

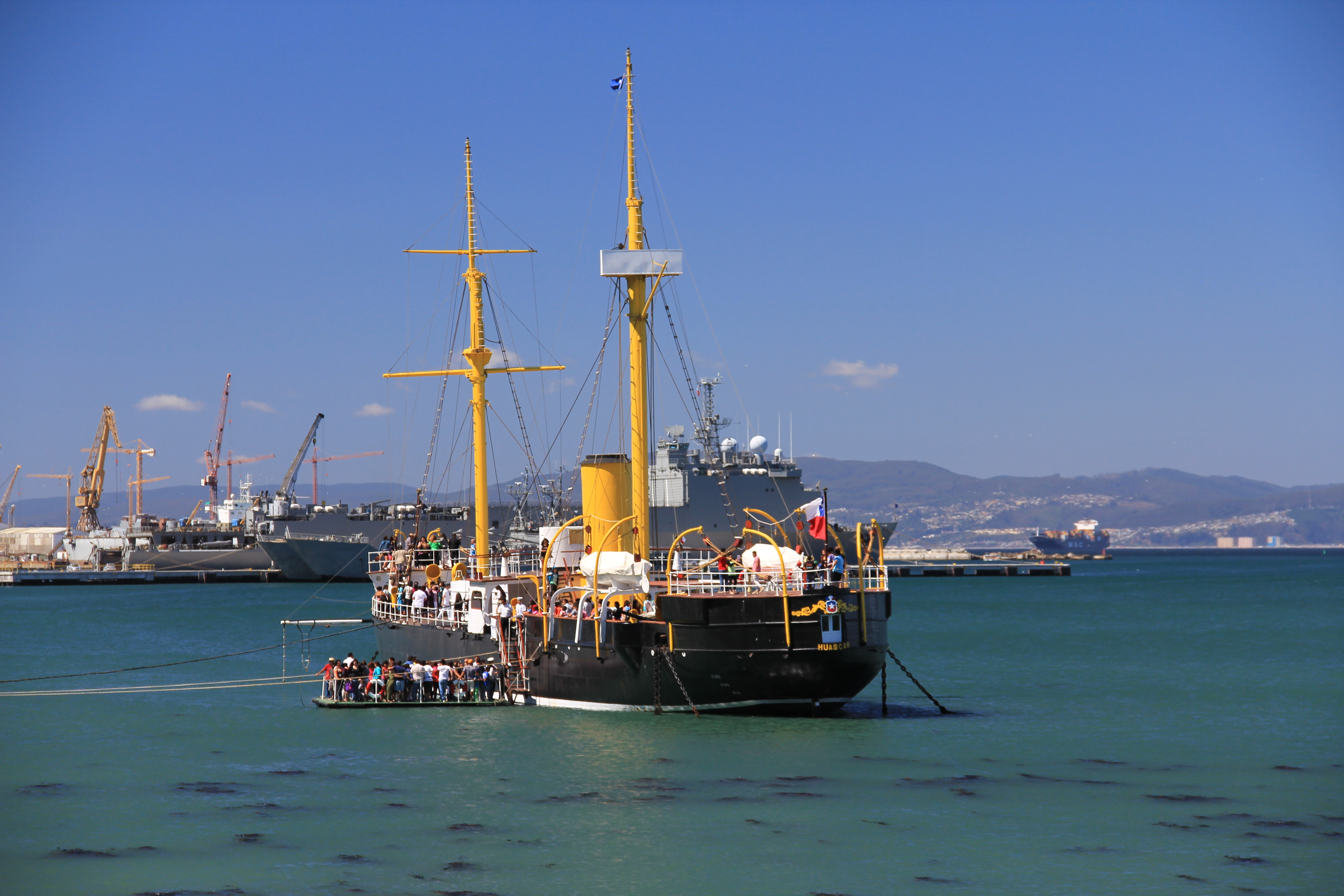
Die Huáscar 2014 mit Besuchern
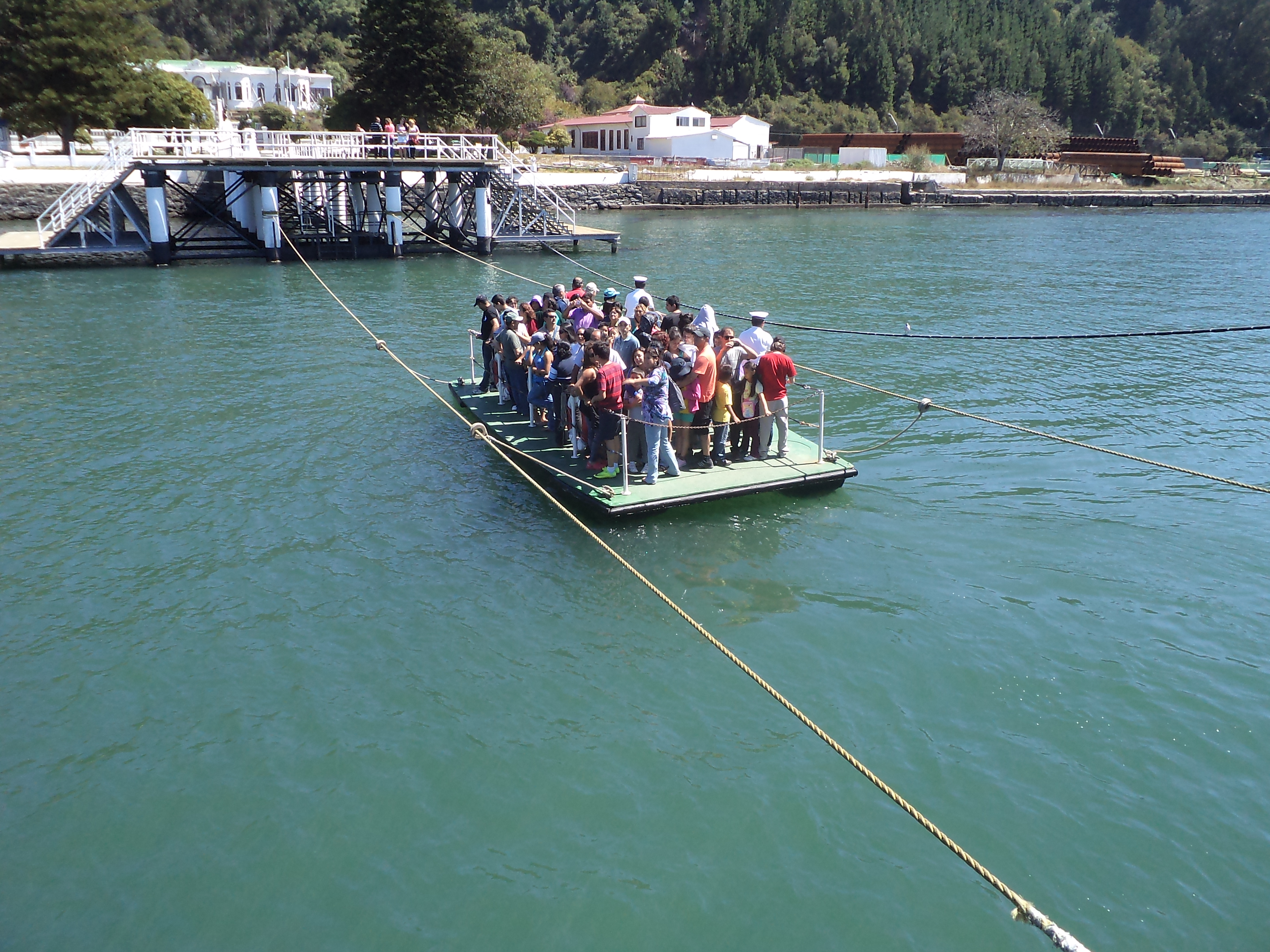
Eine Floßfähre …
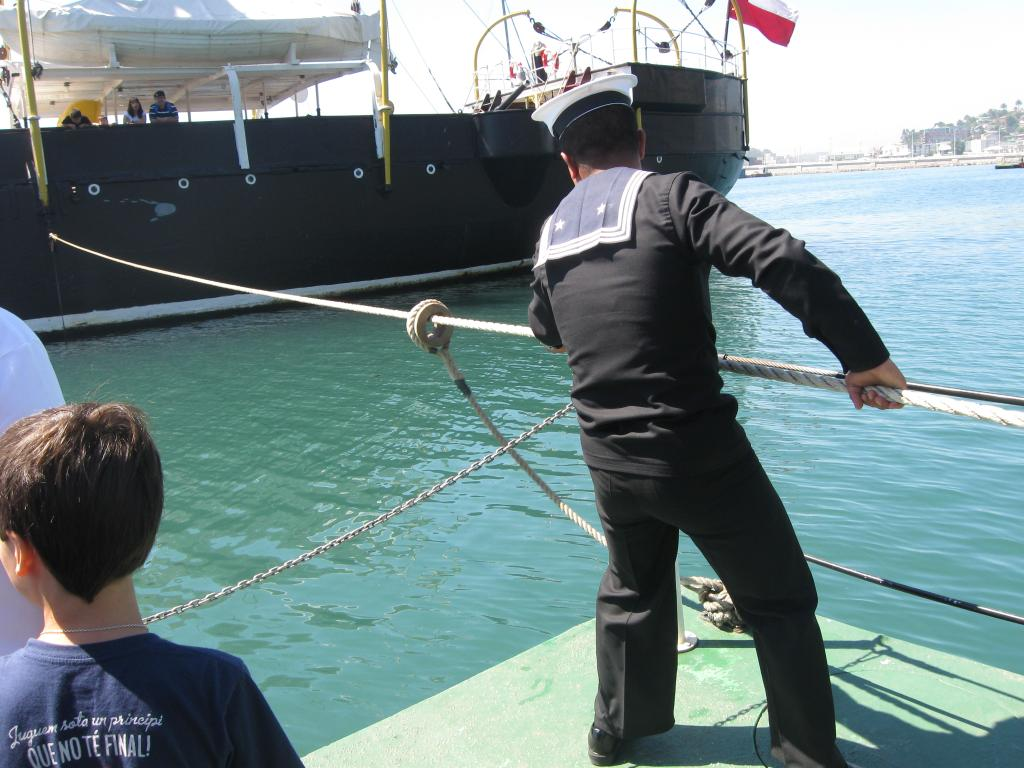
… bringt die Besucher an Bord
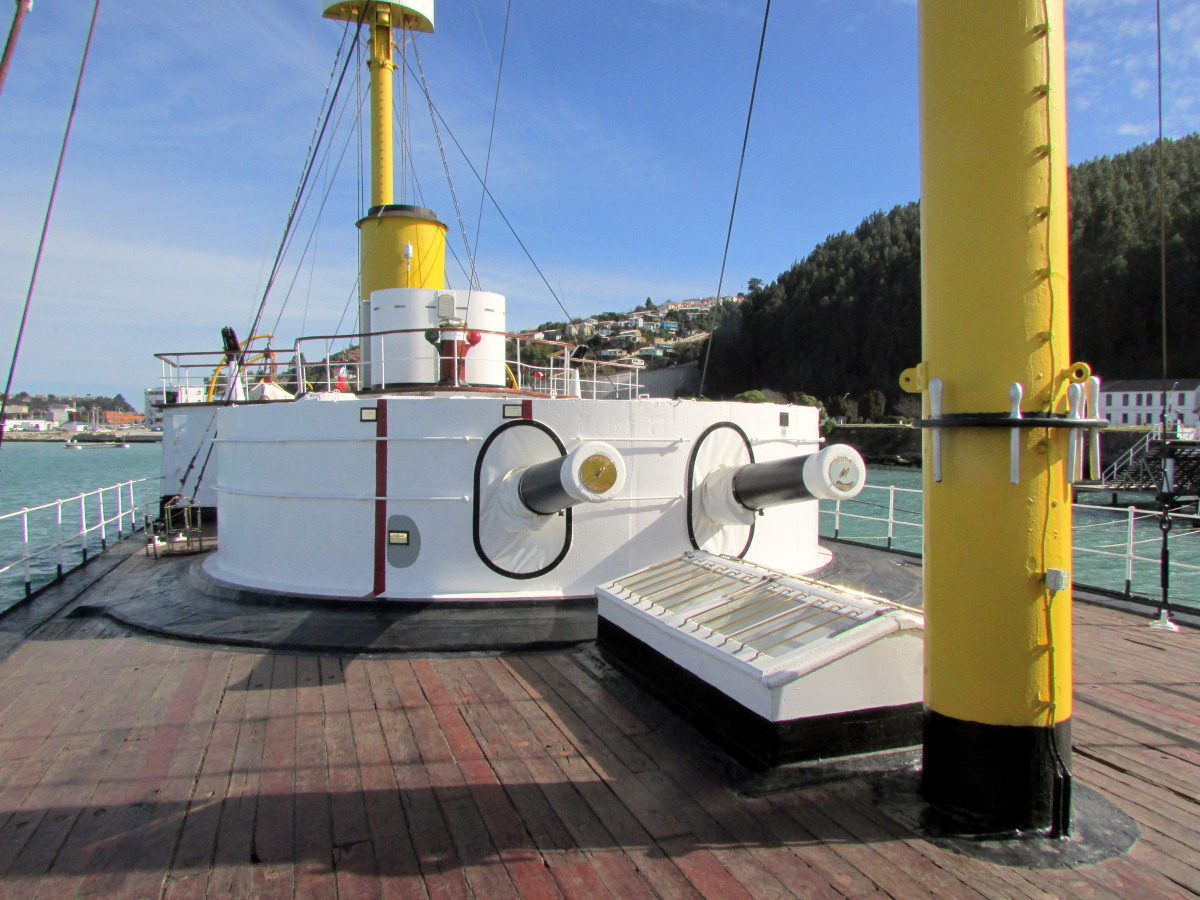
Der Geschützturm der Huáscar
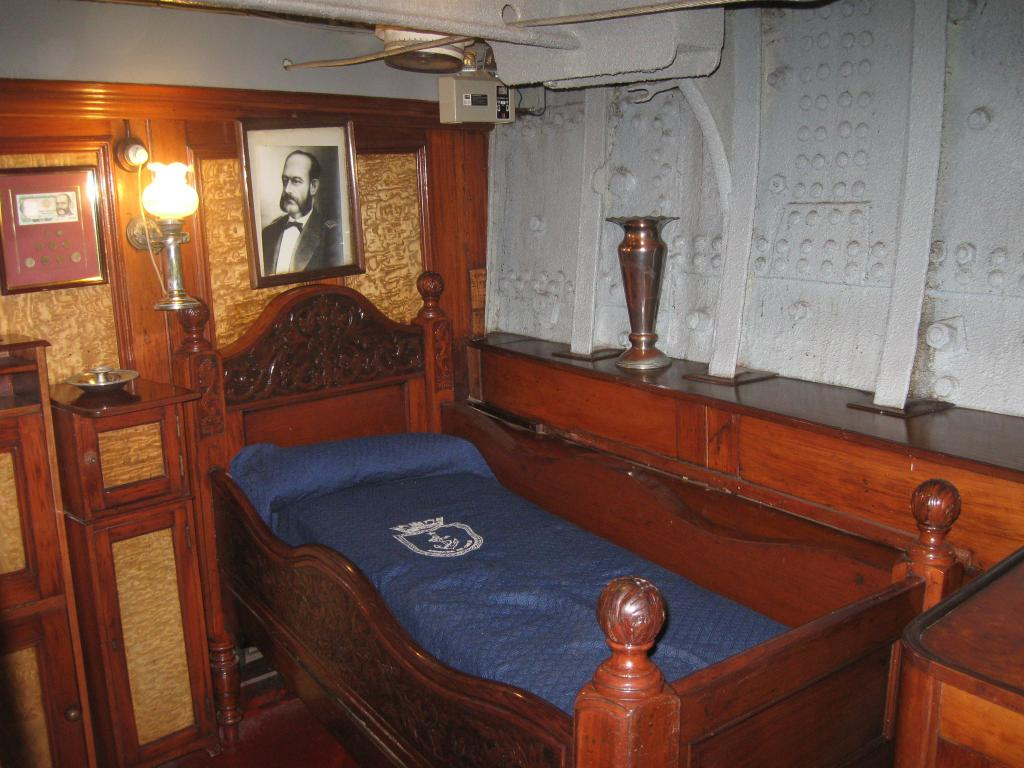
Kajüte des Kapitäns mit Bild von Miguel Grau. Das runde Gerät an der Decke ist keine Lampe, sondern der von Grau angebrachte, vom Bett aus ablesbare Kompass.
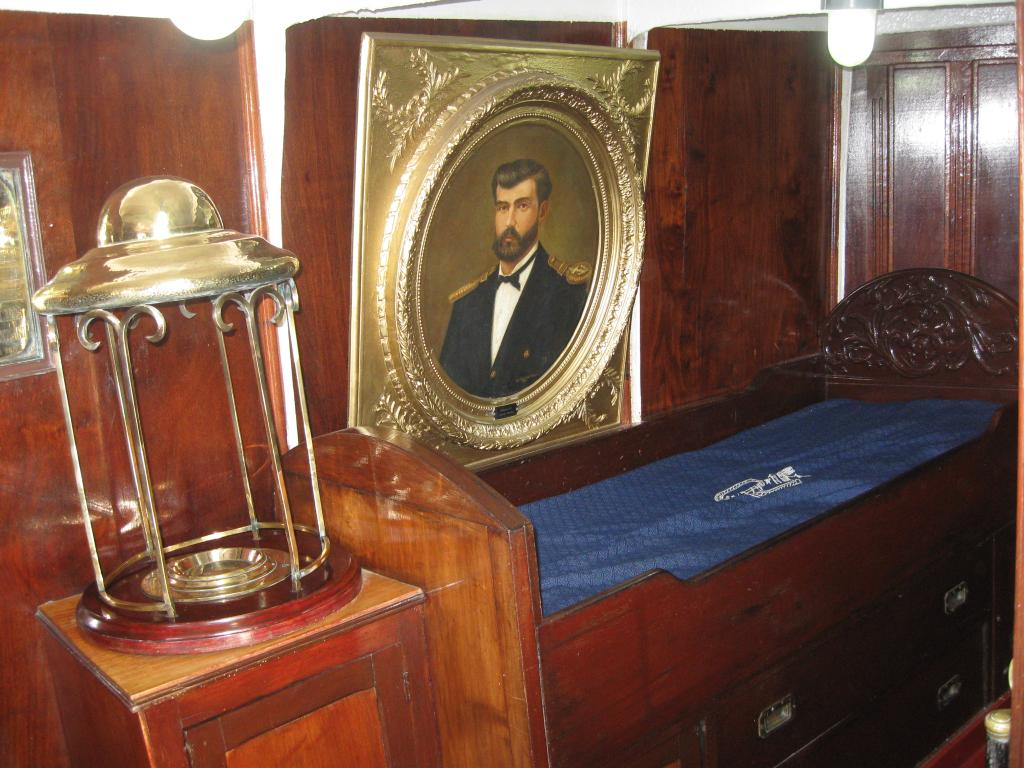
Offizierskajüte mit Bild von Ignacio Serrano
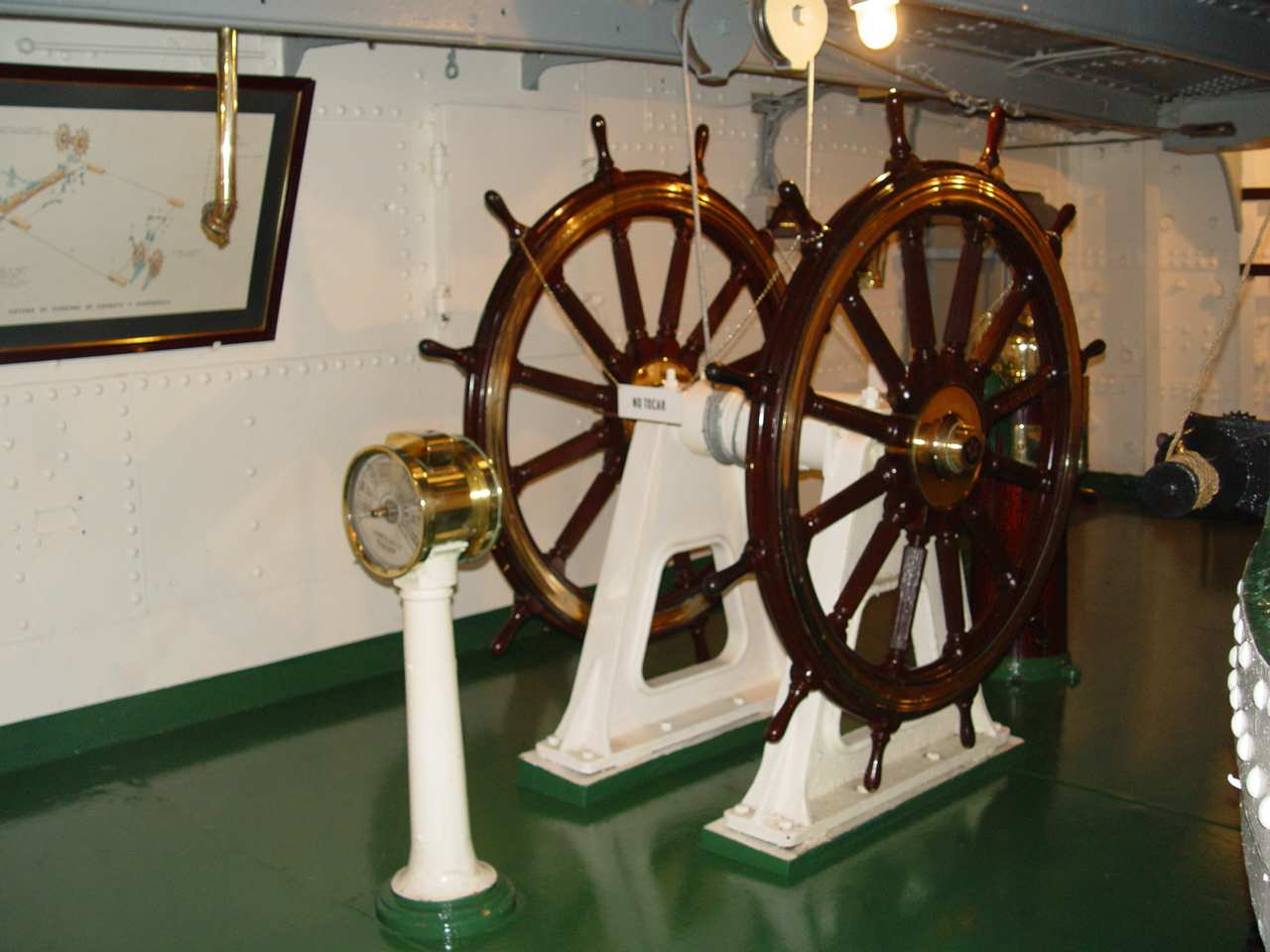
Kommandostand unter Deck
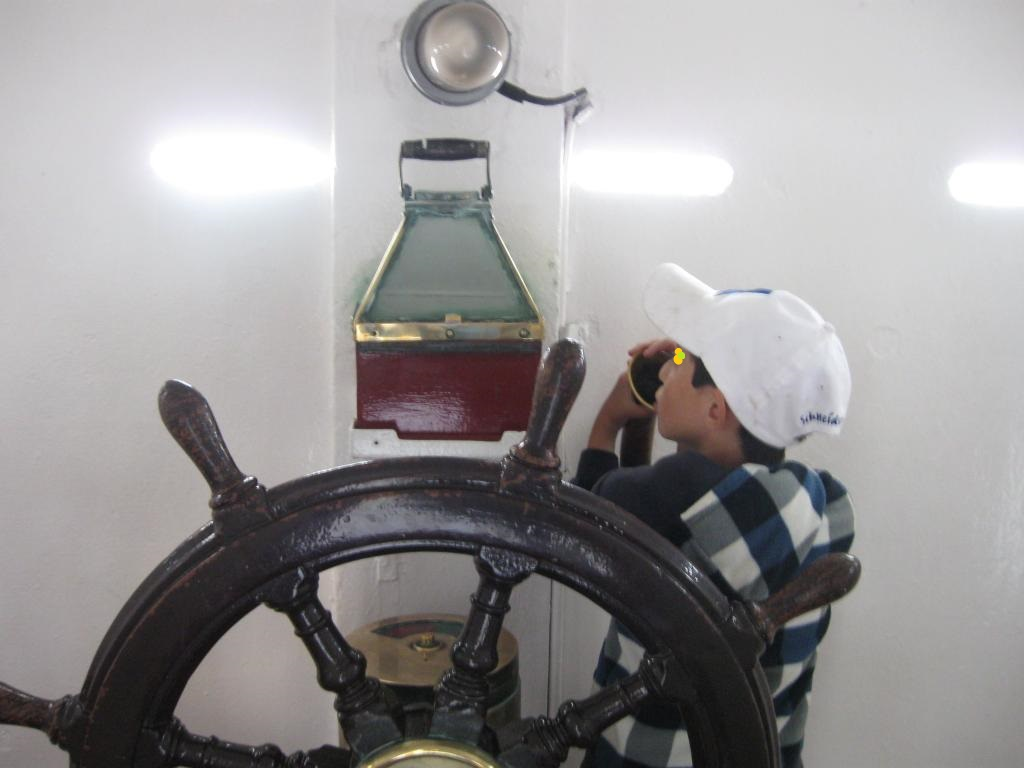
Gefechtsruderstand über Deck mit Sprechrohr zum Maschinenraum
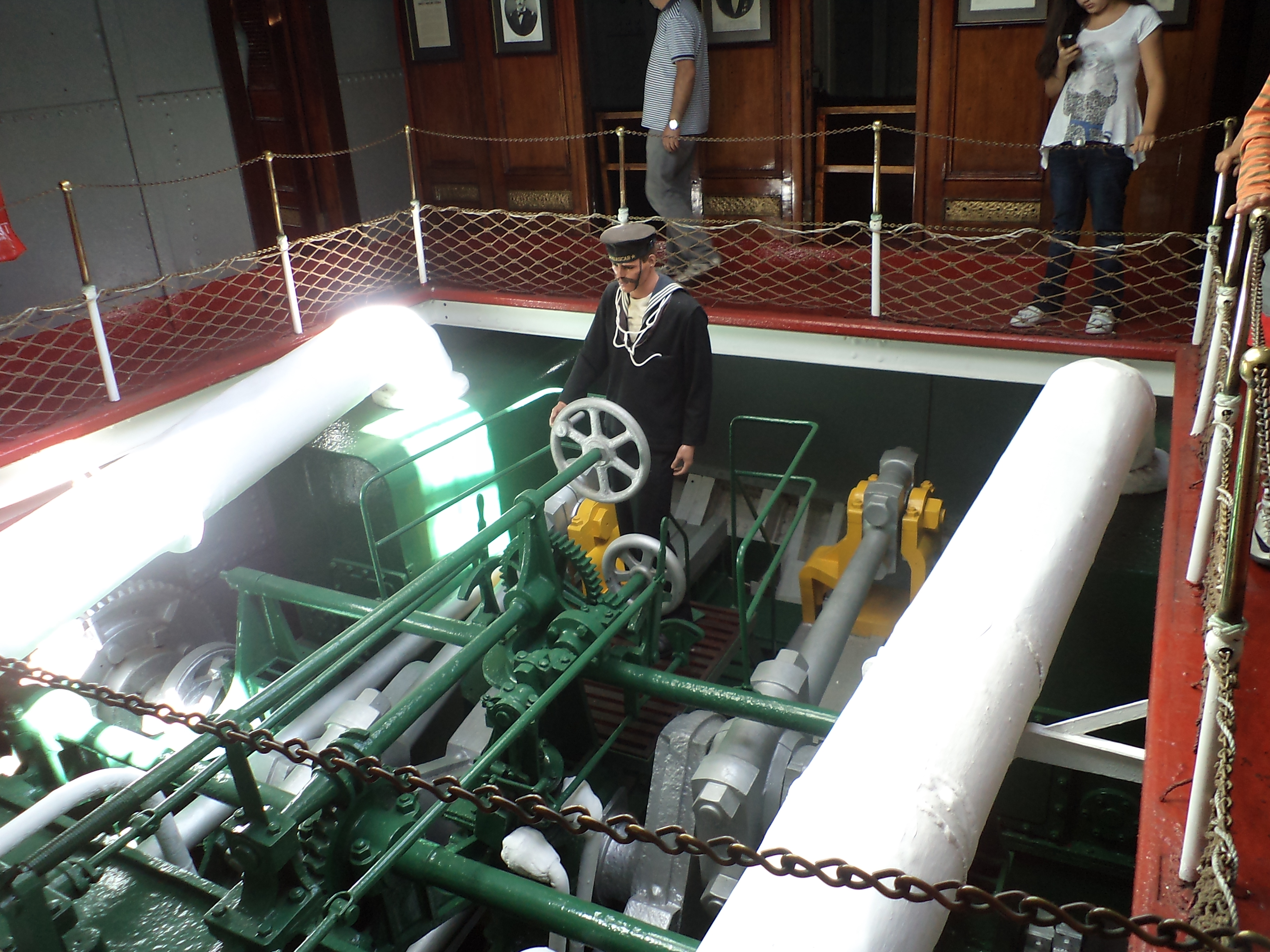
Maschinenraum
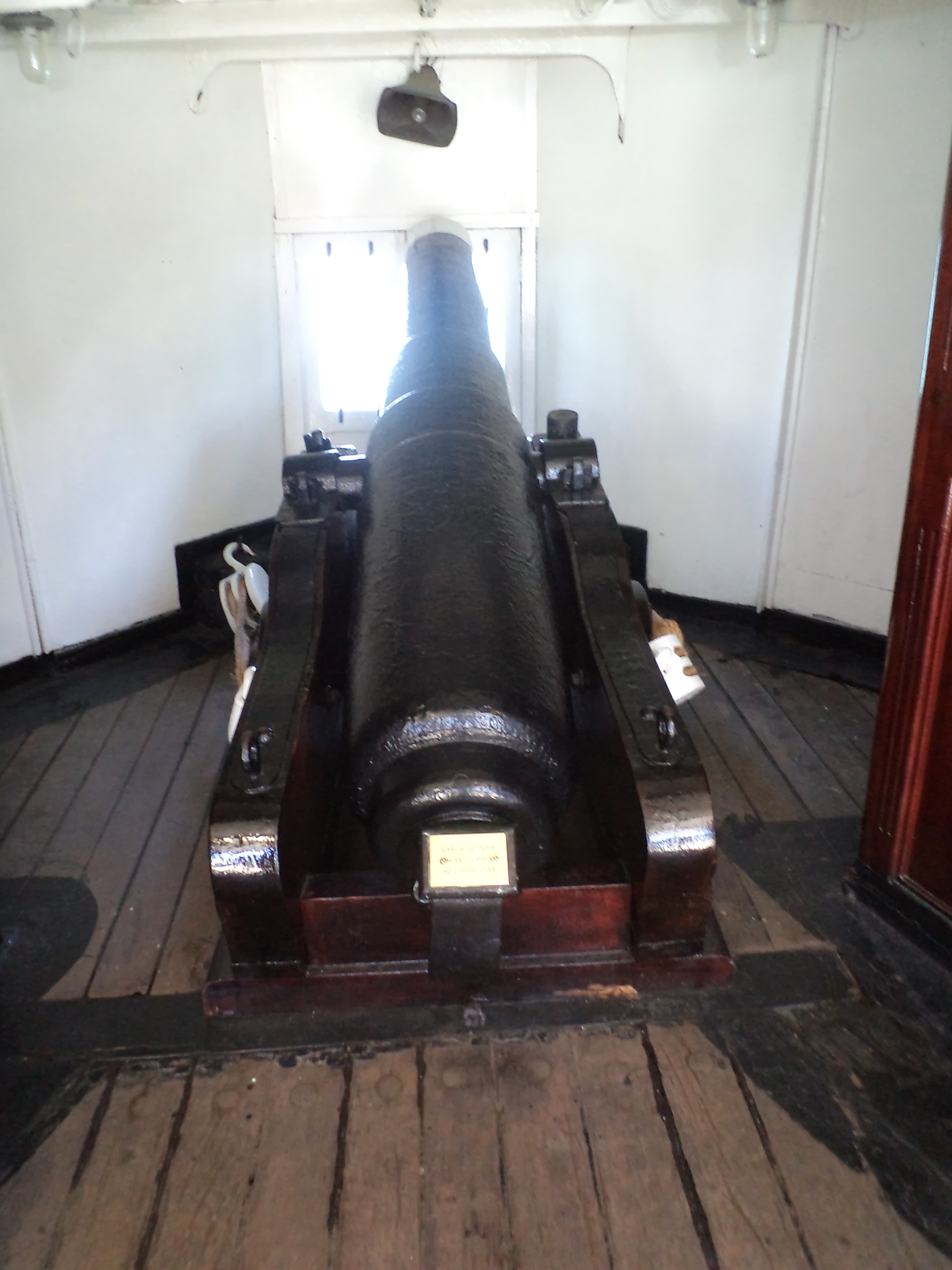
Heckgeschütz
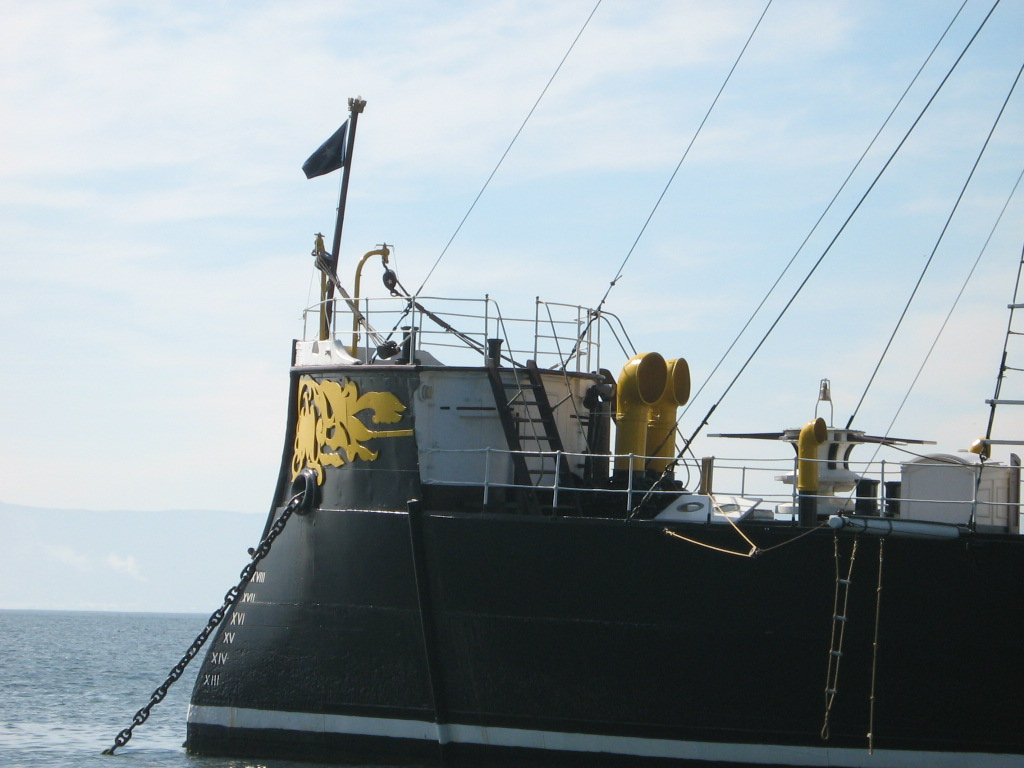
Bugkastell und Spornansatz
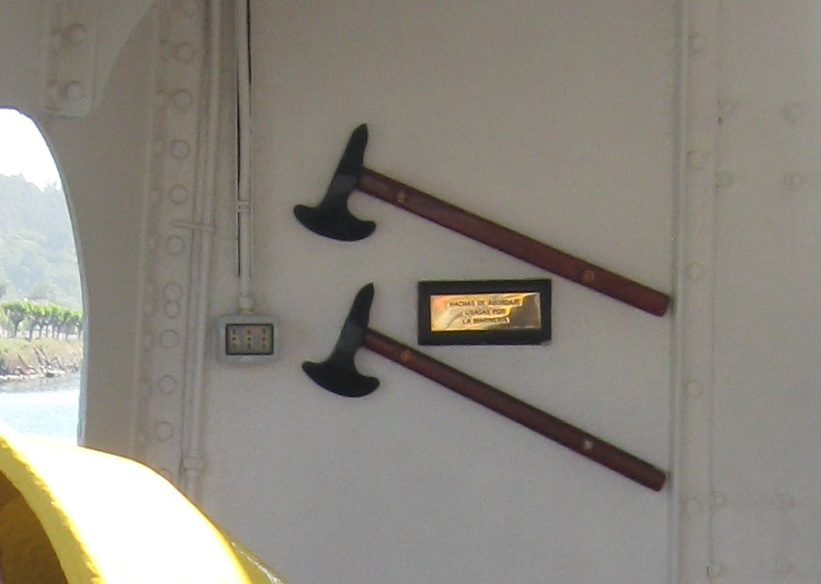
Enterbeile
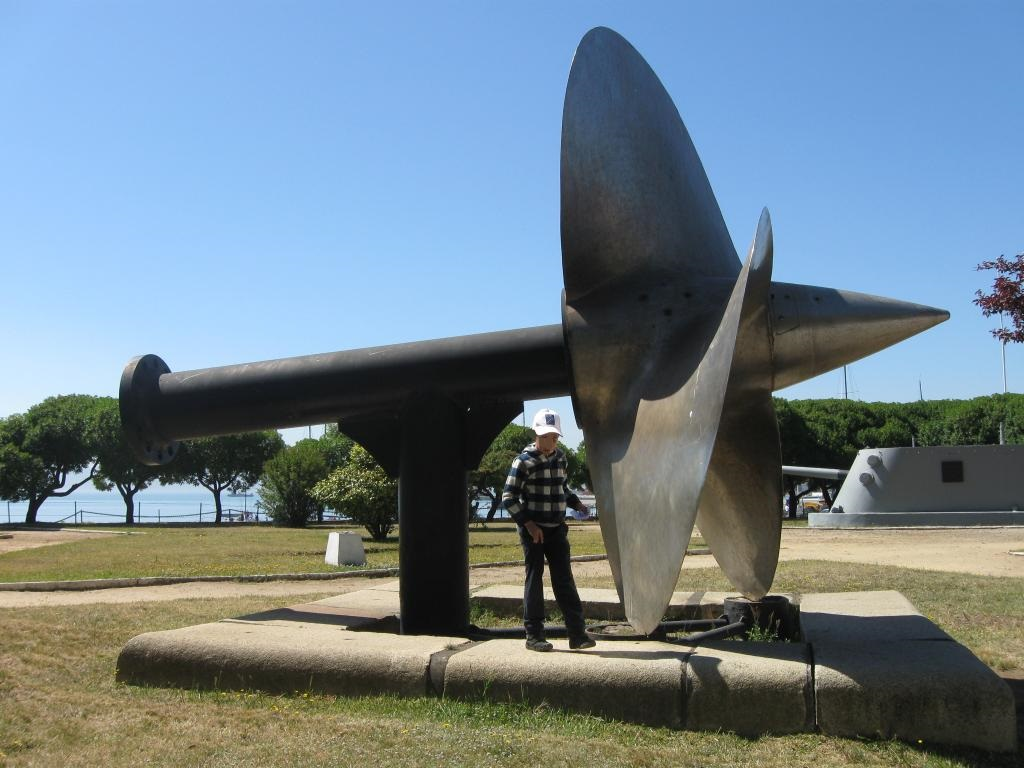
Bronzepropeller (1885)

Im Jahr 1995 wurde der chilenischen Marine der Maritime Heritage Award des World Ship Trust für die hervorragende Restaurierung der Huáscar und in Anerkennung der historischen und kulturellen Bedeutung des Schiffes für Chile und Peru als maritimes Kulturerbe verliehen. Das Museum auf der Huáscar zählte in den Jahren vor der Coronakrise jährlich ca. 150.000 Besucher und ist das Museum mit dem landesweit zweithöchsten Besucheraufkommen in Chile. Seit 2023 ist auch ein interaktiver virtueller Rundgang durch das Museum möglich.

## Gegenwart

### Tsunamischäden 2010
Den auf das dramatische Erdbeben vom 27. Februar 2010 folgenden Tsunami, der den Hafen von Talcahuano völlig verwüstete, überstand die Huáscar entgegen ersten Meldungen, die von einem Verlust des Schiffes sprachen, fast unbeschädigt. Durch die Flutwelle wurde das Schiff von seinem Kielplatz gehoben und aus den Vertäuungen gerissen und ein Stück nach Westen in die Bucht von Concepción abgetrieben, wo es gegen eine Mole stieß. Dort lag es einige Wochen ca. 30 Meter von seinem gewöhnlichen Liegeort entfernt, bis ein Bergungsteam der chilenischen Marine das Museumsschiff Ende März 2010 zurück an seinen angestammten Platz manövrierte.

### Rückgabediskussion
Noch unter dem Eindruck der Schreckensmeldungen über einen möglichen Verlust des Monitors während der Tsunamikatastrophe erschien im Mai 2010 nach fünfjährigen Dreharbeiten der von der chilenischen Regierung geförderte Kinofilm La Esmeralda, 1879 – die teuerste je in Chile entstandene Filmproduktion –, der aus patriotisch-chilenischer Sicht die Versenkung der Korvette Esmeralda durch drei Rammstöße der Huáscar vor Iquique zeigt. Daraufhin wurden in Peru erneut Stimmen laut, die eine Rückgabe des symbolträchtigen Kriegsschiffs forderten und eine Klage vor dem Internationalen Gerichtshof auf Herausgabe des Schiffes an den ursprünglichen Flaggenstaat ins Gespräch brachten. Im Anschluss an ein Treffen mit seinem peruanischen Amtskollegen machte der chilenische Verteidigungsminister Jaime Ravinet im August 2010 auf Fragen von Journalisten von sich aus den überraschenden Vorschlag, die Huáscar könnte unter Umständen als Zeichen der Versöhnung an Peru zurückgegeben werden. Der Vorschlag wurde unter anderem vom früheren Generalsekretär der Vereinten Nationen, dem Peruaner Javier Pérez de Cuéllar begrüßt. Nach öffentlicher Kritik im eigenen Land bekräftigte Ravinet seine Initiative in einem Fernsehinterview und erinnerte an das Beispiel der deutsch-französischen Aussöhnung nach dem Zweiten Weltkrieg; allerdings knüpfte er den Vorschlag, den er als einen mit keiner der beiden Regierungen abgesprochenen, spontanen Alleingang bezeichnete, an die Bedingung einer grundlegenden Verbesserung der chilenisch-peruanischen Beziehungen auf lange Sicht und friedlichen Überwindung der seit dem Salpeterkrieg anhaltenden Differenzen zwischen den beiden Ländern. Der chilenische Staatspräsident Sebastián Piñera äußerte sich nicht zu der Diskussion. Auf allgemeines Unverständnis stieß hingegen der Vorschlag des peruanischen Vizepräsidenten und Marinefachmanns Luis Giampietri Rojas, ein ehemaliger Vizeadmiral, man könnte den Monitor Huáscar versenken und so den missglückten Versuch vollenden, den die peruanische Mannschaft nach dem Tod Admiral Graus unternommen hatte, um den Seehelden beider Länder auf diese Weise ein gemeinsames symbolisches Grab auf dem Meeresgrund zu verschaffen. Damit ließen sich die Diskrepanzen zwischen Peru und Chile beenden. Diese radikale Maßnahme hatte 1982 der peruanische Konteradmiral Augusto Parodí schon einmal vorgeschlagen. Giampietri bezeichnete diesen Lösungsvorschlag als rein persönliche Überzeugung, die er sich bereits als junger Seekadett gebildet habe. Der peruanische Präsident Alan García ermahnte die Beteiligten, die Beziehungen zwischen Peru und Chile „nicht durch Streit über die Huáscar zu vergiften“, und stellte klar, eine Rückgabe des Schiffes gehöre nicht zur Agenda seiner Regierung. In dem bereits seit 2008 anhängigen Verfahren vor dem Internationalen Gerichtshof in Den Haag, dessen Spruch vom 27. Januar 2014 zur endgültigen Klärung verbliebener Grenzfragen zwischen den beiden Ländern führte und das als Beleg für die Reifung ihrer bilateralen Beziehungen gewertet wird, spielte der Verbleib der Huáscar keine Rolle.
Die Debatte um den Verbleib der Huáscar kam im Winter 2016 nochmals in Gang, als eine Gruppe von 50 peruanischen Parlamentariern aller politischen Parteien unter Beteiligung des damaligen Präsidenten des peruanischen Kongresses Luis Iberico und des ehemaligen peruanischen Verteidigungsministers Daniel Mora am 10. Juni 2016 einen Initiativantrag unterzeichneten, mit dem Staatspräsident Ollanta Humala aufgefordert werden sollte, seine chilenische Amtskollegin Michelle Bachelet um einen mehrwöchigen Besuch des Schiffes in Peru anlässlich der Feierlichkeiten zum 200-jährigen Jubiläum der Unabhängigkeit Perus im Jahr 2021 zu bitten. Die Idee stieß innerhalb der Parteienlandschaft Perus und in der Öffentlichkeit auf teils harsche Kritik und wurde aus unterschiedlichen Motiven abgewiesen. Sie ging einigen nicht weit genug, da nicht die Rückgabe, sondern nur ein vorübergehender Besuch des Traditionsschiffes verlangt wurde; andere hielten das Ansinnen für historisch unangemessen, nicht praktikabel oder politisch unklug. So nannte Botschafter Alan Wagner, der 2014 als Vertreter Perus vor dem Internationalen Gerichtshof fungiert hatte, die Initiative eine „Schnapsidee“ (despropósito). Eine offizielle Reaktion aus Chile erfolgte nicht, da es keine diplomatische Anfrage an das Land gab, wie der chilenische Regierungssprecher Marcelo Díaz am 15. Juni klarstellte. Inoffiziell waren die Reaktionen überwiegend ablehnend. So wies der Bürgermeister von Talcahuano auf die unabsehbaren Gefahren eines Seetransportes der Huáscar und die von Chile in die Restauration des Schiffes investierten Anstrengungen hin und lud die peruanischen Parlamentarier gleichzeitig zu einem Besuch in Talcahuano ein. Der sozialdemokratische chilenische Parlamentarier Jorge Tarud forderte das peruanische Parlament auf, vor Verabschiedung derartiger Initiativen erst die seit zwei Jahren ausstehende Umsetzung des Haager Schiedsspruchs vom 27. Januar 2014 durch Peru zu veranlassen, den Chile bereits erfüllt habe. Zudem sei nicht abzuschätzen, ob Peru das Schiff nach der Beendigung einer Entleihung tatsächlich an Chile zurückgebe.
Im Vorfeld der Wahlen in Peru im Frühjahr 2021 kündigte Yonhy Lescano, der Präsidentschaftskandidat der konservativen Partei Acción Popular, an, sich im Fall seiner Wahl für die Rückgabe der Huáscar an sein Land einzusetzen. Der chilenische Verteidigungsminister Baldo Prokurica (RN) stellte daraufhin auf Twitter klar, das Schiff gehöre der chilenischen Marine und ehre das Andenken peruanischer und chilenischer Seehelden gleichermaßen. Prokurica bezeichnete die Huáscar dabei als „Zeugnis des Friedens zwischen beiden Ländern“. Auch peruanische Regierungspolitiker kritisierten Lescanos Wahlversprechen.

### Coronapause
Während der Corona-Pandemie blieb das Museum geschlossen und das Schiff wurde in der Zeit von Februar 2020 bis Januar 2021 im Rahmen eines planmäßig ohnehin anstehenden und pandemiebedingt um mehrere Monate verlängerten Wartungsaufenthalts in der Marinewerft ASMAR generalüberholt. Ab Mai 2021 war das in dieser Zeit neu gestaltete Museum für eine reduzierte Besucherzahl von zunächst 200 Personen pro Tag (statt etwa 1000 vor der Pandemie) wieder für die Öffentlichkeit zugänglich. Im Jahr 2023 zählte das Museum wieder rd. 70.000 Besucher.

### Kommandant
Die Huáscar ist weiterhin als aktiver Bestandteil der Seestreitkräfte im Flottenregister der chilenischen Marine gelistet und besitzt eine eigene Mannschaft und einen eigenen Kommandanten. 53. Kommandant der Huáscar war bis Januar 2024 Fregattenkapitän Julio Carvajal Madariaga, der zuvor als Kommandant des Zahnarztschiffes Cirujano Videla, eines 2006 zur schwimmenden Zahnklinik umgebauten Patrouillenbootes der chilenischen Marine, die zahnärztliche Versorgung der Marineangehörigen sowie der Inselbewohner von Chiloé sichergestellt hatte. Als Kommandant der Huáscar löste er 2022 Cristián Mitrovich ab, der als chilenischer Marineattaché nach Panama ging.